# The Ultimate Aural Orgasm
The Ultimate Aural Orgasm (с англ. — «Предельный слуховой оргазм») — двенадцатый студийный альбом группы Scooter, вышедший 9 февраля 2007 года. Диск стал третьим, по успешности, альбомом группы в Германии, по высшему занятому месту в чарте — 6-е.

## Об альбоме
The Ultimate Aural Orgasm стал первым для группы в рамках новой Четвёртой Главы творчества. Он был записан в новой студии группы в Гамбурге и с новым третьим участником — Михаэлем Симоном. Как и обещала группа, с приходом нового участника резко сократилось использование сторонних семплов. Всего 6 треков из 12 содержат сторонние семплы либо мотивы. Гитарные партии в альбоме исполняет Рик Джордан.
Обложка альбома «The Ultimate Aural Orgasm» стилизована под обложку диска Music for the Masses 1987 группы Depeche Mode.
В интервью в Будапеште на BME Festival (15.09.2009) группа призналась, что они не слишком довольны этим альбомом. По их словам, как и в случае с Sheffield, он не имел особой концепции.
«The Ultimate Aural Orgasm» стал третьим по успешности альбомом группы в Германии по высшему занятому месту в чарте — 7-е. Выше только Under the Radar Over the Top (2009) со вторым местом и No Time To Chill — 4-е место.

## Песни
- В интродукции «Horny in Jericho» использованы семплы из фильма Космическая одиссея 2001 года.
- Музыка и слова «Behind the Cow» основаны на различных версиях песен «What Time Is Love?» группы The KLF и «Never Let Me Down Again» группы Depeche Mode.
- «Behind the Cow» записана совместно с американским рэпером Fatman Scoop.
- «The Shit That Killed Elvis» записана совместно с певцом американской группы The Bloodhound Gang Джимми Попом.
- «Imaginary Battle» содержит семплы «Church Of The KLF» группы The KLF из альбома 1991 года The White Room.
- «U.F.O. Phenomena» содержит мотив (но не семпл), напоминающий мелодию из композиции «Radioactivity» группы Kraftwerk.
- «Scarborough Affair» содержит мотивы традиционной английской баллады «Scarborough Fair».
- «Ratty’s Revenge» содержит мотивы ирландской фольклорной песни «She Moved Through the Fair».
- В песнях «Ratty’s Revenge» и «Scarborough Affair» женские партии исполняет Николь, жена Рика Джордана.

## Список композиций
Музыка, слова, аранжировка — Эйч Пи Бакстер, Рик Джордан, Михаэль Симон, Йенс Теле. Текст — Эйч Пи Бакстер.
1. Horny in Jericho (2:50) (Озабоченный в Иерихоне, игра слов в названии: выражение «Иерихоновы трубы», означающее очень громкий звук)
2. Behind the Cow  (3:36) (Позади коровы)
3. Does the Fish have Chips? (3:25) (Есть ли чипсы у рыбы?)
4. The United Vibe  (3:49) (Единый дух)
5. Lass Uns Tanzen (4:28) (Давай потанцуем)
6. U.F.O Phenomena (5:04) (Феномен НЛО)
7. Ratty’s Revenge (4:50) (Месть Ratty[1])
8. The Shit that Killed Elvis (3:56) (Дерьмо, убившее Элвиса)
9. Imaginary Battle (3:57) (Воображаемая битва)
10. Scarborough Affair (4:26) (Дело Скарборо)
11. East Sands Anthem (4:14) (Гимн восточных песков)
12. Love is an Ocean (5:45) (Любовь это Океан)

### The Ultimate Aural Orgasm — DeLuxe edition
CD2:
1. Aiii Shot The DJ (Live version) (3:30)
2. Am Fenster (Live version) (5:49)
3. Trance-Atlantic (Special Live version) (12:53)
4. Fire (Full Length Live version) (6:48)
5. Apache (Flip&Fill UK Mix) (5:41)
6. Behind The Cow (3 AM Mix) (6:59)
7. Behind The Cow (The Video)
8. Behind The Cow (Making Of)
9. Photos
10. Band Interview

- 2-side poster

В «iTunes Pre-order Web» релизе тринадцатым бонусным треком после основных 12 треков альбома была композиция «Firth of Clyde».

### The Ultimate Aural Orgasm (Snippet Promo)
12 композиций по 0:45 секунд

## Чарты
- Германия — 6
- Австрия — 17
- Дания — 23
- Финляндия — 25
- Венгрия — 28
- Чехия — 28
- Швеция — 30
- Польша — 35
- Швейцария — 66

## Синглы
В качестве синглов вышли 2 композиции с альбома — «Behind the Cow» и «Lass Uns Tanzen». Последний — инструментальный трек, предназначенный исключительно для клубов. Попадание в общие музыкальные чарты трёх стран этого тяжёлого клубного трека можно расценивать как сюрприз.
| Название               | Треклист | Награды |
| ---------------------- | --- | --- |
| Behind the Cow (2007)  | 1. «Behind The Cow (Radio Edit)» (03:36) 2. «Behind The Cow (Extended Mix)» (06:33) 3. «Behind The Cow (Spencer & Hill Bigroom Mix)» (06:32) 4. «Behind The Cow (Spencer & Hill Dub Radio Edit)» (02:54) 5. «Taj Mahal» (3:27) (+cow’s sound at) (04:06) | - Венгрия — 3 - Финляндия — 3 - Германия — 17 - Австрия — 22 - Нидерланды — 54 - Швеция — 59 - Швейцария — 78 |
| Lass Uns Tanzen (2007) | 1. «Lass Uns Tanzen (Radio Edit)» (03:42) 2. «Lass Uns Tanzen (Alternative Club)» (05:21) 3. «Lass Uns Tanzen (DJ Zany Remix)» (06:38) 4. «Te Quiero» (06:24) 5. «Lass Uns Tanzen (Video Night Version)» (03:42) 6. The Making Of 7. Behind The Scenes Photos Lass Uns Tanzen (Vinyl Single) A1. «DJ Zany remix» (6:38) A1. «Extended mix» (4:52) B2. «Tom Novy´s New HP Invent mix» (6:43) B2. «Hardwell & Greatski Late at Night remix» (6:34) Lass Uns Tanzen (Promo) 1. «Lass Uns Tanzen» (Night version) 2. «Lass Uns Tanzen» (Day version) 3. «Lass Uns Tanzen» (Tom Novy remix) | - Финляндия — 10 - Германия — 19 - Австрия — 41                                                               |